# Alexander Uriah Boskovitch
Alexander Uriah Boskovitch (hebräisch אלכסנדר אוריה בוסקוביץ'; * 16. August 1907 in Cluj, Österreich-Ungarn; † 5. November 1964 in Tel Aviv) war ein ungarisch-rumänisch-israelischer Komponist und Musikpädagoge.

## Leben
Ab 1924 studierte er in Budapest, Wien und Paris Klavier und Komposition (u. a. bei Lazare Lévy, Paul Dukas, Alfred Cortot und Nadia Boulanger). Die Pariser Zeit begründete seine Vorliebe für französische Musik und Kultur. Ab 1930 leitete er als Dirigent das Opernhaus seiner Heimatstadt und gründete mit dem Goldmark-Orchester ein jüdisches Ensemble.
In seinem Frühwerk verbindet er in Kompositionen wie Cantique d’été (1936) oder Chansons populaires juives (1937) starke französische Einflüsse mit seiner Vorliebe für jüdische Volksmusik. Der Cantique d’été erinnert an Musik Claude Debussys, und die Chansons populaires juives basieren auf jüdischen Volksmelodien, die er dem von Fritz Mordechai Kaufmann publizierten Buch Die schönsten Lieder der Ostjuden entnahm.
1938 emigrierte er nach Palästina. Hier wirkte er als Lehrer am Konservatorium von Tel Aviv. 
Neben Musikern wie Paul Ben-Haim, Marc Lavry und Ödön Pártos gilt er als Vertreter eines (ost)mediterranen Musikstils, dessen Konzept Max Brod in seiner 1951 erschienenen Schrift Die Musik Israels darstellte. Dieser Stil ist gekennzeichnet durch unregelmäßige Metrik, Wiederholungen und Variationen, vereinfachte oder fehlende Mehrstimmigkeit, eine jüdisch-jemenitisch geprägte Melodik und den bevorzugten Gebrauch von Instrumenten wie Klarinette und Oboe.

## Werke (Auswahl)
- Jüdische Volkslieder, 1938
- Adonai Ro'i für Alt und Orchester, 1946
- Cantico di ma'alot für Orchester, 	1960
- Bal Ysrael, 1960–61